# Maurice Fellous
Maurice Fellous (* 20. August 1925 in Paris; † 26. April 2015 in Jouars-Pontchartrain bei Paris) war ein französischer Kameramann und einer der gefragtesten Bildgestalter des heimischen Erfolgs- und Kommerzkinos der 1960er und 1970er Jahre.

## Leben und Wirken
Maurice Fellous hatte an der Filmhochschule IDHEC seine Ausbildung erhalten und kam 1946 als Kameraassistent zum Film. In den 50er Jahren arbeitete er meist als einfacher Kameramann unter der Leitung seines älteren Bruders Roger Fellous und wurde 1958 selbst Chefkameramann.
Seit 1961 drehte er vor allem unter der Regie von Georges Lautner, für den er den größten Teil seiner Komödien und Kriminalfilme fotografierte. Neben Lautner nutzte besonders der Spezialist für Justizdramen, André Cayatte, das technische Können von Fellous für seine Werke (Kein Rauch ohne Feuer, Jedem seine Hölle). Fellous hat quasi sämtliche Topstars des französischen Unterhaltungskinos jener Jahre abgelichtet, darunter Jean Gabin, Lino Ventura, Alain Delon, Louis de Funès, Pierre Richard und immer wieder Mireille Darc, aber auch eine Reihe von ausländischen Künstlern wie Hardy Krüger, Rita Hayworth, Sabine Sinjen und Horst Frank.
Im Laufe der späten 70er Jahre verflachte Fellous’ Arbeit massiv, und er fotografierte nur noch kaum beachtete B-Ware. Seit den 80er Jahren ist Maurice Fellous hauptsächlich für das Fernsehen aktiv, für das er unter anderem die französisch-deutsche Serien-Gemeinschaftsproduktion Die Geheimnisse von Paris fotografierte. 2001 ging er in den Ruhestand.
Maurice Fellous starb am 26. April 2015 im Alter von 89 Jahren in seinem Haus in Jouars-Pontchartrain bei Paris.

## Filmografie
- 1960: Die Reise im Ballon (Le voyage en ballon)
- 1961: Der siebte Geschworene (Le septième juré)
- 1961: Das schwarze Monokel (Le monocle noir)
- 1961: Inspektor Kent haut auf die Pauke (En plein cirage)
- 1962: Im Würgegriff der schwarzen Hand (Le scorpion)
- 1962: Party mit 12 Pistolen (L’œil du monocle)
- 1963: Mein Onkel, der Gangster (Les Tontons flingueurs)
- 1963: Radieschen von unten (Des pissenlits par la racine)
- 1964: Mordrezepte der Barbouzes (Les barbouzes)
- 1965: Galia
- 1965: Die Damen lassen bitten (Les bons vivants)
- 1965: Nimm’s leicht, nimm Dynamit (Ne nous fâchons pas)
- 1966: Fruits amers
- 1967: Ein Mädchen wie das Meer (La grande sauterelle)
- 1967: Mädchen auf Seitenwegen (Trois filles vers le soleil)
- 1968: Der Bulle (Le Pacha)
- 1969: Die Straße nach Salina (La route de Salina)
- 1970: Aus Liebe sterben (Mourir d’aimer)
- 1970: Der große Coup des Kommissars (Laisse aller, c’est une valse)
- 1971: Ein toller Bluff (Il était une fois un flic)
- 1972: Kein Rauch ohne Feuer (Il n’y a pas de fumée sans feu)
- 1973: Der Koffer in der Sonne (La valise)
- 1973: Der Mafioso (O.K. Patron)
- 1974: Eiskalt wie das Schweigen (Les seins de glace)
- 1974: Wo bitte geht’s zum nächsten Friedhof? (Pas de problème!)
- 1975: Alte Damen morden gründlich (Les grands moyens)
- 1976: Ein Tolpatsch auf Abwegen (On aura tout vu!)
- 1976: Jedem seine Hölle (A chacun son enfer)
- 1976: Der Antiquitätenjäger (L’homme pressé)
- 1980: Mais qu’est-ce que j’ai fait au bon dieu pour avoir une femme qui boit dans les cafés avec les hommes !?
- 1982: Sandy
- 1983: Blut auf dem Asphalt (Flics de choc)
- 1984: Canevas la ville
- 1987: Faceless (Les prédateurs de la nuit)
- 1991: Lapsus (Kurzfilm)
- 1993: François Truffaut : portraits volés
- 1994: L’homme de mes rêves (Fernsehfilm)
- 2001: Qui cherche trouve (Kurzfilm)